# Арвида
Арвида (англ.: Arvida; /ɑrˈvaɪdə/ Шаблон:Respell) — поселение численностью 12000 человек (2010) в Квебеке, Канада, которая является частью города Сагенея. Его название происходит от имени его основателя, АРтура ВИнинга ДЭвиса (Arthur Vining Davis), президента Алкоа — алюминиевой компании.
Арвида была основана Алкоа как промышленный город в 1927 году, когда здесь был построен первый алюминиевый завод. Расположен в 240 километров (150 миль) к северу от Квебека, к югу от реки Сагеней между Шикутими и Жонкьер; город был спланирован и с первого же дня развивался как корпоративный город с населением около 14000 жителей, четырьмя католическими приходами и многими другими конфессиями, приходами и школами. Он был известен как «Город, построенный за 135 дней» и описанный в The New York Times как «образцовый город для рабочих семей» в «степях Северной Канады».

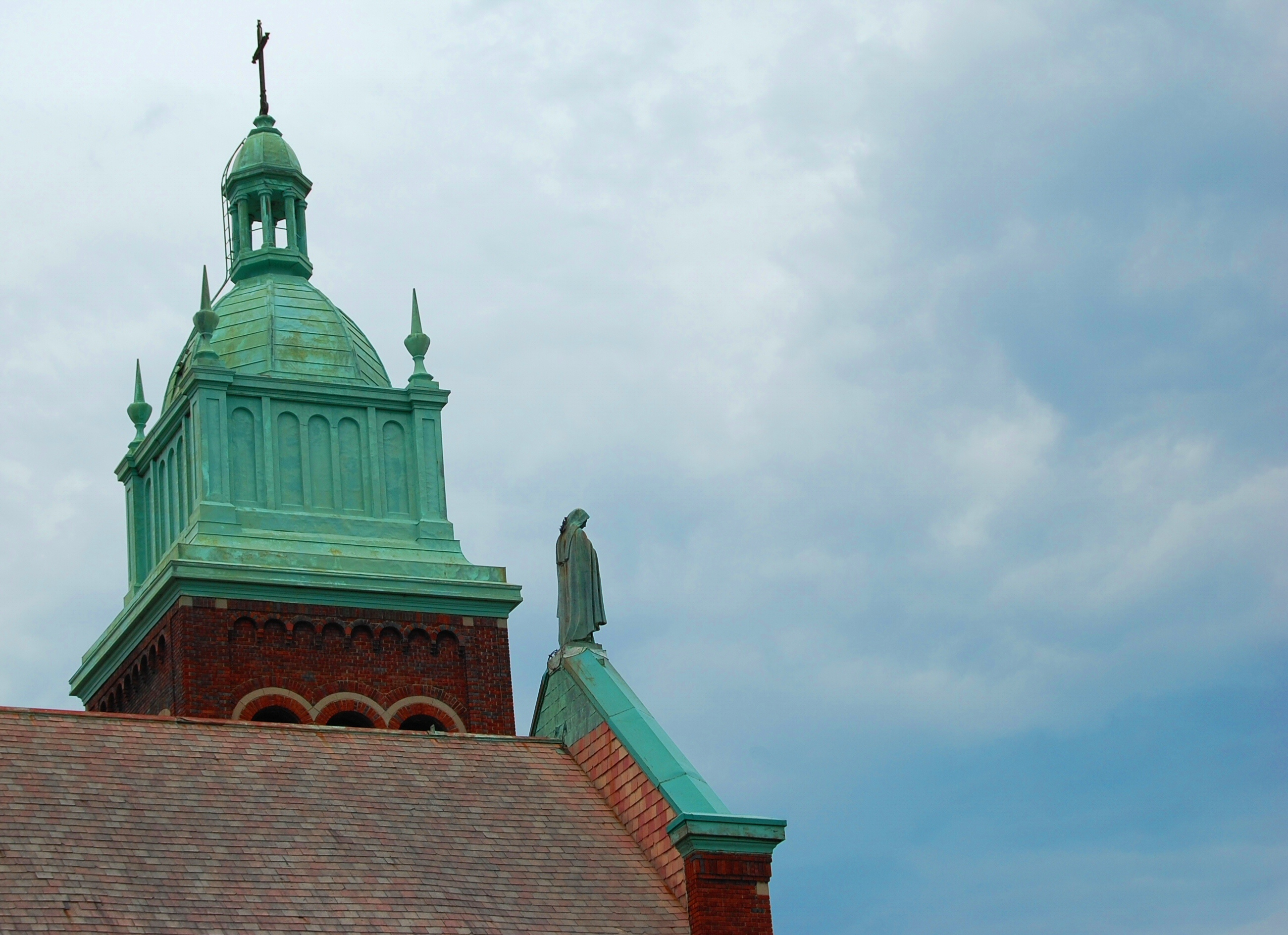
Эглиза Сен-Тереза-де-л’энфан-Жезю

## История

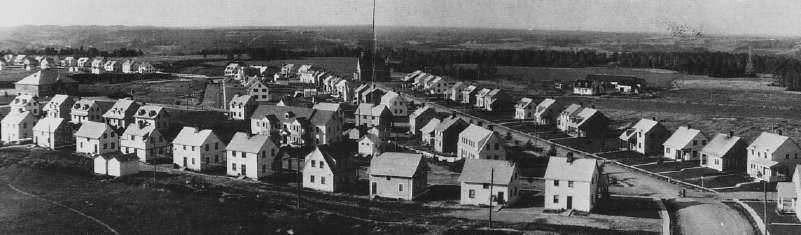
Арвида в 1928 году

В 1912 году Джеймс Б. Дюк приобрел права на электроэнергию на реке Сагеней, а в 1925 году была введена в эксплуатацию электростанция Isle Maligne возле озера Сен-Жан (в то время крупнейшая в мире). В 1926 году было построено более 250 домов и отлиты первые слитки. В 1932 году была сдана в эксплуатацию электростанция Chute-à-Caron возле Кеногами. Электростанция Shipshaw, расположенная чуть ниже Chute-à-Caron, была введена в эксплуатацию во время Второй мировой войны, как и завершение строительства гостиницы Saguenay Inn в Арвиде. В 1950 году был завершен мост Арвида, арочный алюминиевый мост, переброшенный через старое ущелье Сагеней возле электростанции Шипшоу.

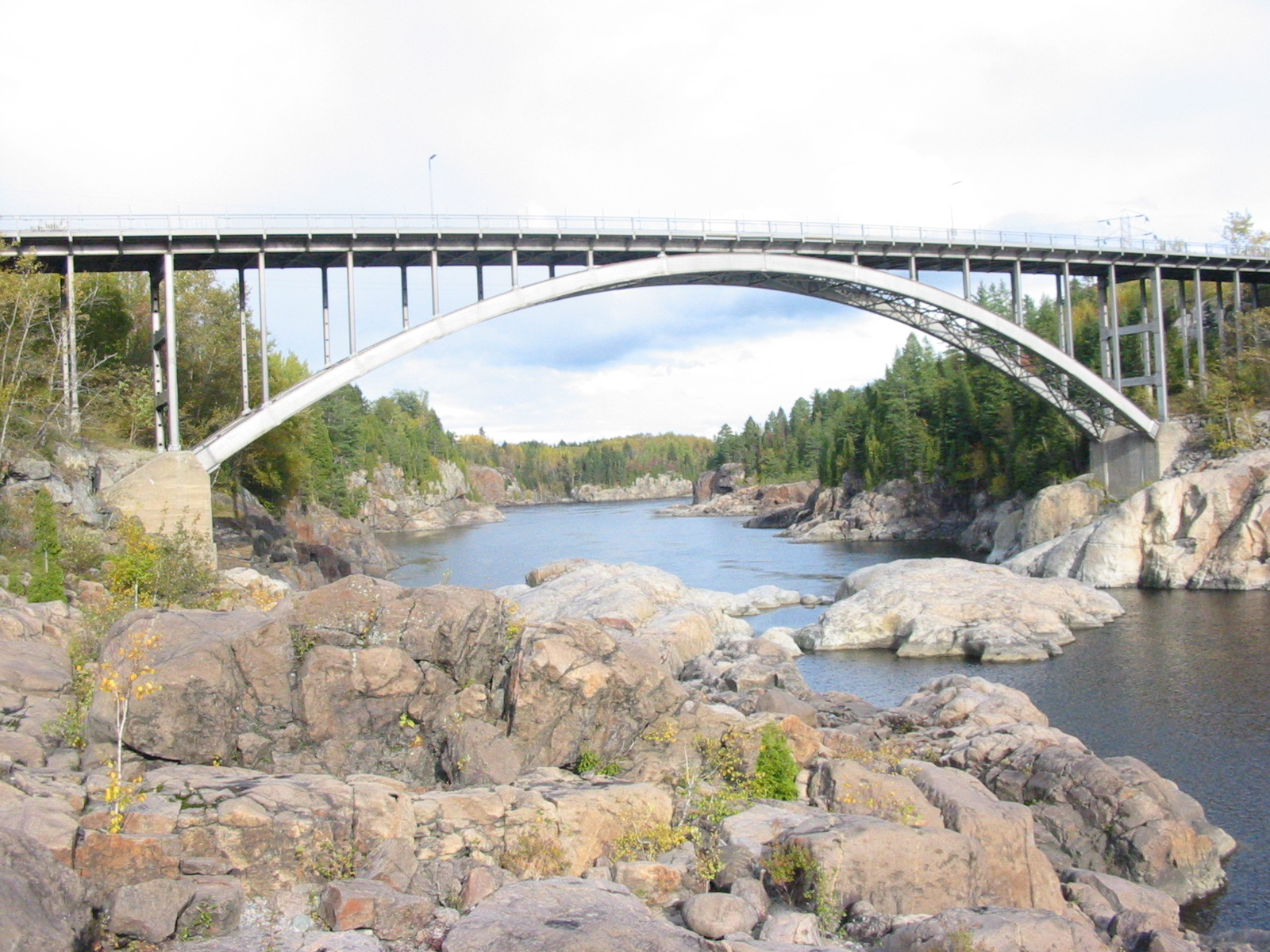
Мост Арвида.

Во время Второй мировой войны плавильный завод был расширен, и на реке Сагеней в Шипшоу (1 200 000 л. с.) был построен большой гидроэлектрический комплекс, ставший крупнейшим центром производства алюминия в западном мире. Из-за его важности для военных действий союзников, город охраняли зенитные батареи. Завод перерабатывает импортный боксит в глинозём, а затем в алюминий путем электролиза. На этом процессе и на плавильном заводе в 1950-х и 1960-х годах работало до 7500 человек. Завод должен был быть закрыт в 2005 году, поскольку его заменили по крайней мере три завода, построенные за последние десять лет в районе Сагеней. Rio Tinto Alcan продолжает управлять плавильным заводом и связанными с ним заводами в районе Арвида.
В начале 1970-х годов выжившие после оползня 1971 года в соседнем Сен-Жан-Вианне, — были, в основном, переселены в Арвиду.
В 1975 году города Арвида, Кеногами и Жонкьер были объединены в новый город Жонкьер. В 2002 году это «объединенное Жонкьер» было объединено с Лак-Кеногами, Шипшоу, Шикутими, Латериер, Ла-Бэ и посёлком Трембле в составе города Сагеней.
В 2010 году местный советник Карл Дюфур и другие добивались признания Парков Канады объектом культурного наследия, что стало первым шагом в подаче заявки на признание ЮНЕСКО объектом всемирного наследия.

## Известные люди
В Арвиде родились:
- Художник Клэр Больё[2].
- Профессиональный чемпион в супертяжёлом весе борец Стэн Стасиак.

## Дальнейшее чтение
Кэмпбелл — это хорошая история развития плавки алюминия в Сагеней. В последней книге Хартвика рассказывается о работе в период с 1950 по 68 год в Labs в Арвиде по разработке нового промышленного процесса плавки, так называемого процесса монохлорида.
- Дункан К. Кэмпбелл, Глобальная миссия: История Alcan. Том 1: до 1950 г. Онтарио Паблишинг Компани Лимитед, 1985 год.
- Джон М. Хартвик, из Арвида . Кингстон, Онтарио: Citoxique Press, 2007.

В 2011 году писатель Самуэль Арчибальд, выросший в Арвиде, опубликовал сборник рассказов «Арвида», получивший несколько франкоязычных литературных премий. В 2015 году сборник был переведен на английский язык Дональдом Винклером (Biblioasis Books) и вошел в шорт-лист премии Scotiabank Giller Prize 2015 года.